# Lindbergia austinii
Lindbergia austinii là một loài Rêu trong họ Leskeaceae. Loài này được (Sull.) Broth. mô tả khoa học đầu tiên năm 1907.